# 突然段ボール
突然段ボール（とつぜんだんボール）は、日本のバンド。略称は突段。蔦木栄一(vo)、俊二(g)の兄弟を中心に1977年結成、以来日本のアンダーグラウンドシーンの重要なバンドとして活動し続けている。1980年、パス・レコードよりシングル『ホワイト・マン』でデビュー。
1989年10月14日放送の『三宅裕司のいかすバンド天国』（TBSテレビ）に出場（エントリーナンバー7）。演奏した曲のタイトルは「凍結」。「完奏」を果たし、ベストコンセプト賞受賞。なお、当時メンバーは2人だけだった。『イカ天年鑑 平成元年編』（ワニブックス）によると、練習場所は「近所の養鶏場の2階」だったという。
2003年、肝硬変のため栄一が逝去するが、弟の俊二を中心とし現在もバンドは活動している。

## メンバー
- 蔦木俊二：ボーカル、ギター ソロ名義は「五時夫」
- 新井宗彦：ドラムス
- ユキユキロ：キーボード、コーラス
- このみぃる：サイドギター、コーラス

### 過去に在籍していたメンバー
- 蔦木栄一：ボーカル、ドラムス ソロ名義は「H男」
- 渡部紀義：ベース
- 渡部義成：ベース
- 川上啓之：ベース
- 粟生こずえ：ベース
- 永田裕：ドラムス
- 平野智美：ドラムス
- 五所純子：コーラス
- 手計舞：コーラス
- 與板由希子：コーラス
- 中田絵美：コーラス
- 瀬尾麻梨奈：コーラス
- 國井倫明：ドラムス
- 與板久恭：ベース
- 松浦徹：ギター
- 中野善晴：ドラムス
- モーリー・ロバートソン：ベース
- チコ・ヒゲ：ドラムス

## 作品

### アルバム
- 成り立つかな?（1981年、パス・レコード）
- Live At Loft Shinjuku Tokyo Japan 23 July '81（1982年、FLOOR）　※フレッド・フリス & 突然段ボール
- LOL COXHILL & Totsuzen Danball（1983年、FLOOR）　※ロル・コックスヒル & 突然段ボール
- 逆ねじ（1986年、FLOOR）　※20cmフォノシート
- 抑止音力（1991年、WAX RECORDS）
- 不備（1991年、アルケミーレコード）
- 好きだよ（1993年、WAX RECORDS）
- ワカラナイ（1995年、日本カセット・テープ・レコーヂング）　※ 石川浩司＋突然段ボール
- スーパー（1995年、WAX RECORDS）
- 渋谷Club Quattro Live（1995年、日本カセット・テープ・レコーヂング）
- LOL COXHILL + 突然段ボール2（1998年、WAX RECORDS）　※ロル・コックスヒル　& 突然段ボール
- 突然段ボールの感傷音楽（1999年、OZ disc）
- 管轄外（2001年、いぬん堂）　※突然段ボール＋石川浩司 with おにんこ
- この世に無い物質（2002年、hormone tank record）
- お尋ね者（2005年、日本カセット・テープ・レコーヂング）
- 純粋で率直な思い出（2007年、PERFECT MUSIC）
- D（2008年、パス・レコード）
- 魂の一人旅（2010年、日本カセット・テープ・レコーヂング）
- ありきたりの進歩（2011年、P-VINE RECORDS）
- 突然段ボロイド（2013年、U-Rythmix Records）　※ボーカロイドをフィーチャーしたアルバム
- 超センシティブ（2014年、P-VINE RECORDS）
- 恋の波動（2018年、P-VINE RECORDS）
- マイ・ソング  (2021年、いぬん堂)
- 変色するスカーフ (2024年、日本カセット・テープ・レコーヂング)

### シングル、EP
- pass live（1980年、パス・レコード）　※GUNJOGACRAYYONとのカップリングEP
- ホワイト・マン／変なパーマネント（1980年、パス・レコード）
- 神経質プーハー（1984年、FLOOR）　※17cmLP
- デラックス・シングル（1999年、いぬん堂）

### コンピレーション
- 初期未発表集 Vol.1（1996年、日本カセット・テープ・レコーヂング）
- アイ・ラブ・ラブ（1997年、OZ disc）　※未CD化／未発表音源集。3枚組
- 突段 未発表音源発掘！！（2013年、Youth Inc.）　※10枚組ボックスセット

## 文献、映像資料
- 『蔦木語録』むかで屋（2020） ※蔦木俊二インタビュー
- ドキュメンタリー『回転禁止の青春シリーズ 天国注射の昼 ライブ・イン・日比谷野音 1983.8.21/9.17』東映ビデオ（1984）
- ドキュメンタリー『ロックに捧げた32年〜「突然段ボール」蔦木俊二』恩地紗代子（2010）